# Liste der Vizegouverneure von Neufundland und Labrador

Amtsflagge des Vizegouverneurs von Neufundland und Labrador

Diese Liste führt die Vizegouverneure (engl. lieutenant governors) der kanadischen Provinz Neufundland und Labrador seit dem Beitritt zur Kanadischen Konföderation im Jahr 1949 auf. Ebenfalls enthalten sind die Gouverneure der Kolonie und des Dominion Neufundland vor 1949 sowie die Gouverneure der französischen Kolonie Placentia. Der Vizegouverneur vertritt den kanadischen Monarchen auf Provinzebene.

## Proprietäre Gouverneure (1610–1728)
| Gouverneur                           | Amtszeit  | Kolonie        |
| ------------------------------------ | --------- | -------------- |
| John Guy                             | 1610–1614 | Cuper’s Cove   |
| John Mason                           | 1615–1621 | Cuper’s Cove   |
| Robert Hayman                        | 1618–1628 | Bristol’s Hope |
| Richard Whitbourne                   | 1618–1620 | Renews         |
| Francis Tanfield                     | 1623–1625 | South Falkland |
| Edward Wynne                         | 1621–1625 | Ferryland      |
| Arthur Aston                         | 1625–1627 | Avalon         |
| George Calvert, 1. Baron Baltimore   | 1627–1629 | Avalon         |
| Cecilius Calvert, 2. Baron Baltimore | 1629–1632 | Avalon         |
| William Hill                         | 1634–1638 | Avalon         |
| David Kirke                          | 1638–1651 | Neufundland    |
| John Treworgie                       | 1653–1660 | Neufundland    |

## Französische Gouverneure von Placentia (1655–1713)
| Gouverneur                    | Amtszeit  |
| ----------------------------- | --------- |
| Sieur de Kéréon               | 1655      |
| Nicolas Gargot de La Rochette | 1660      |
| Thalour du Perron             | 1662–1663 |
| Bellot dit Lafontaine         | 1664–1667 |
| La Palme                      | 1667–1670 |
| La Poippe                     | 1670–1684 |

| Gouverneur                                | Amtszeit  |
| ----------------------------------------- | --------- |
| Antoine Parat                             | 1685–1690 |
| Louis de Pastour de Costebelle            | 1690–1691 |
| Jacques-François de Monbeton de Brouillan | 1690–1701 |
| Joseph de Monic                           | 1697–1702 |
| Daniel d’Auger de Subercase               | 1702–1706 |
| Philippe de Pastour de Costebelle         | 1706–1713 |

## Kommodore-Gouverneure (1729–1825)
| Gouverneur                         | Amtszeit  |
| ---------------------------------- | --------- |
| Henry Osborn                       | 1729–1730 |
| George Clinton                     | 1731      |
| Edward Falkingham                  | 1732      |
| Robert MacCarty, Viscount Muskerry | 1733–1734 |
| FitzRoy Henry Lee                  | 1735–1737 |
| Philip VanBrugh                    | 1738      |
| Henry Medley                       | 1739–1740 |
| Thomas Smith                       | 1741      |
| John Byng                          | 1742      |
| Thomas Smith                       | 1743      |
| Charles Hardy                      | 1744      |
| Richard Edwards                    | 1745      |
| James Douglas, 1. Baronet          | 1746      |
| vakant                             | 1747      |
| Charles Watson                     | 1748      |
| George Rodney, 1. Baron Rodney     | 1749      |
| Francis William Drake              | 1750–1752 |
| Hugh Bonfoy                        | 1753–1754 |
| Richard Dorrill                    | 1755–1756 |
| Richard Edwards                    | 1757–1759 |
| James Webb                         | 1760      |

| Gouverneur                            | Amtszeit  |
| ------------------------------------- | --------- |
| Thomas Graves, 1. Baron Graves        | 1761–1763 |
| Hugh Palliser                         | 1764–1768 |
| John Byron                            | 1769–1771 |
| Molyneux Shuldham, 1. Baron Shuldham  | 1772–1774 |
| Robert Duff                           | 1775      |
| John Montagu                          | 1776–1778 |
| Richard Edwards                       | 1779–1781 |
| John Campbell                         | 1782–1785 |
| John Elliot                           | 1786–1788 |
| Mark Milbanke                         | 1789–1791 |
| Richard King, 1. Baronet              | 1792–1793 |
| James Wallace                         | 1794–1796 |
| William Waldegrave, 1. Baron Radstock | 1797–1799 |
| Charles Morice Pole                   | 1800–1801 |
| James Gambier                         | 1802–1803 |
| Erasmus Gower                         | 1804–1806 |
| John Holloway                         | 1807–1809 |
| John Thomas Duckworth                 | 1810–1812 |
| Richard Goodwin Keats                 | 1813–1816 |
| Francis Pickmore                      | 1817–1818 |
| Charles Hamilton                      | 1818–1825 |

## Zivile Gouverneure (1825–1855)
| Gouverneur           | Amtszeit  |
| -------------------- | --------- |
| Thomas John Cochrane | 1825–1834 |
| Henry Prescott       | 1834–1841 |
| John Harvey          | 1841–1846 |

| Gouverneur                 | Amtszeit  |
| -------------------------- | --------- |
| Robert Law (Administrator) | 1846–1847 |
| John Le Marchant           | 1847–1852 |
| Ker Baillie-Hamilton       | 1852–1855 |

## Kolonial-Gouverneure (1855–1907)
| Gouverneur            | Amtszeit  |
| --------------------- | --------- |
| Charles Henry Darling | 1855–1857 |
| Alexander Bannerman   | 1857–1864 |
| Anthony Musgrave      | 1864–1869 |
| Stephen John Hill     | 1869–1876 |
| John Hawley Glover    | 1876–1881 |
| Henry Maxse           | 1881–1883 |
| John Hawley Glover    | 1883–1885 |

| Gouverneur                    | Amtszeit  |
| ----------------------------- | --------- |
| William Des Vœux              | 1886–1887 |
| Henry Arthur Blake            | 1887–1889 |
| John Terence Nicholls O’Brien | 1889–1895 |
| Herbert Harley Murray         | 1895–1898 |
| Henry Edward McCallum         | 1898–1901 |
| Charles Cavendish Boyle       | 1901–1904 |
| William MacGregor             | 1904–1907 |

## Dominion-Gouverneure (1907–1934)
| Gouverneur               | Amtszeit  |
| ------------------------ | --------- |
| William MacGregor        | 1907–1909 |
| Ralph Champneys Williams | 1909–1913 |
| Walter Edward Davidson   | 1913–1917 |
| Charles Alexander Harris | 1917–1922 |

| Gouverneur            | Amtszeit  |
| --------------------- | --------- |
| William Allardyce     | 1922–1928 |
| John Middleton        | 1928–1932 |
| David Murray Anderson | 1933–1934 |
|                       |           |

## Vorsitzende der Regierungskommission (1934–1949)
| Vorsitzender           | Amtszeit  |
| ---------------------- | --------- |
| David Murray Anderson  | 1934–1935 |
| Humphrey Thomas Walwyn | 1936–1946 |
| Gordon Macdonald       | 1946–1949 |

## Vizegouverneure (seit 1949)
| Vizegouverneur              | Amtszeit                               |
| --------------------------- | -------------------------------------- |
| Albert Walsh                | 1. April 1949 – 16. Dezember 1949      |
| Leonard Outerbridge         | 15. September 1949 – 16. Dezember 1957 |
| Campbell Leonard Macpherson | 16. Dezember 1957 – 1. März 1963       |
| Fabian O’Dea                | 1. März 1963 – 2. April 1969           |
| Ewart Harnum                | 2. April 1969 – 10. Juli 1974          |
| Gordon Arnaud Winter        | 2. Juli 1974 – 10. Juli 1981           |
| William Anthony Paddon      | 10. Juli 1981 – 5. September 1986      |
| James McGrath               | 5. September 1986 – 5. November 1991   |

| Vizegouverneur       | Amtszeit                           |
| -------------------- | ---------------------------------- |
| Frederick Russell    | 5. November 1991 – 5. Februar 1997 |
| Arthur Maxwell House | 5. Februar 1997 – 1. November 2002 |
| Edward Roberts       | 1. November 2002 – 4. Februar 2008 |
| John Crosbie         | 4. Februar 2008 – 19. März 2013    |
| Frank Fagan          | 19. März 2013 – 3. Mai 2018        |
| Judy Foote           | 3. Mai 2018 – 14. November 2023    |
| Joan Marie Aylward   | 14. November 2023 – amtierend      |